# Main Street Electrical Parade
Main Street Electrical Parade (MSEP) est un parade nocturne présentée dans les parcs à thèmes Disney entre 1972 et 2019.
Pionnière du genre, elle a été créée par un directeur de spectacle de longue date chez Disney, Bob Jani, et met en scène une vingtaine ou trentaine de chars (cela dépend de la version et du parc), mais tend à être remplacée malgré son succès non démenti au fil du temps par des parades plus innovantes.
Sa dernière représentation à Disneyland, le parc qui l'a vu naître à Anaheim en californie, a eu lieu le 25 novembre 1996 mais elle a été reprise dans le parc Disney's California Adventure le 3 juillet 2001. Il y a deux raisons pour ce retour dans le second parc, la première est que la parade reste très populaire et les visiteurs s'attendent toujours à la revoir au Disneyland Resort. La seconde raison est que le second parc ne possédait pas réellement de spectacle nocturne, la parade, déjà célèbre (pas besoin de dépenser de l'argent pour créer un nouveau spectacle), permet d'amener des visiteurs dans ce parc sans avoir à attendre la reconnaissance d'un nouveau spectacle.
Le 13 février 2010, Disney annonce le déménagement de la Disney's Electrical Parade du Disney's California Adventure en Californie, pour le Magic Kingdom en Floride où elle est présentée jusqu'en 2016, avant une reprise à Disneyland en 2017 à l'occasion de son 45e anniversaire, puis une dernière apparition en 2019 dans ce même parc.
La parade électrique revient, certains mois seulement , en 2021, 2022 et 2023 à Disneyland (Anaheim), légèrement modifiée.
Au Magic Kingdom, la parade s'est arrêtée le 1er avril 2001. Au Japon, la parade a été stoppée en 1995 et en France en mars 2003.

## Les origines
Le parc de Disneyland proposait depuis plusieurs années des parades diurnes et des feux d'artifice depuis 1958, mais aucune parade nocturne. Le complexe de Walt Disney World Resort offrit la possibilité de présenter un spectacle nocturne juste en dehors du parc, l'Electrical Water Pageant. Ce spectacle présentait une flotte de barques naviguant sur le Seven Seas Lagoon situé à l'entrée du parc et il démarra le 26 octobre 1971 (quelques jours après l'ouverture du parc). Il est toujours visible comme à ses débuts juste après la fin du feu d'artifice où à 21h si aucun n'est tiré. Les barges accueillent des écrans de 7,6 m de haut décorés de lampes, les thèmes évoqués ont toutefois changé depuis la première représentation. Le spectacle nautique a pour fond sonore une musique électronique, Baroque Hoedown de Jean-Jacques Perrey et Gershon Kingsley. Le succès de ce spectacle nautique nocturne fut assez rapide et une adaptation fut prévue pour le parc de Disneyland.
À partir du 17 juin 1972,, une parade avec des chars terrestres fut donc présentée à Disneyland. Les ingénieurs avaient du résoudre le problème technique de la synchronisation de ces chars. Pour cela ils ont créé l'un des premiers programmes de contrôles de spectacles de l'histoire. Il a fallu délimiter le chemin de parade long de 610 m en zone sensible et radio commandée. Lorsqu'un char pénètre dans l'une de ses zones, les haut-parleurs de la zone diffusent la musique spécifique du char. Chaque zone s'étend sur une longueur de 20 à 30 m. Le système informatique du parc s'assure que pour chaque personne pour toutes les zones le spectacle soit sensiblement identique. La plupart de chars ont été conçus par l'animateur devenu imagineer, Bill Justice.
Le succès de la Main Street Electrical Parade fit qu'elle a été répliquée dans les autres parcs Disney. Ainsi en 1977, le parc Magic Kingdom accueille une version quasi identique à celle de Californie mais propose toujours l'Electrical Water Pageant.

## La parade
Elle comprend une flotte de plusieurs chars, de danseurs et de personnages costumés tous couverts par près d'un demi million de lampes contrôlées par ordinateur et synchronisées avec la musique. Les ordinateurs contrôlent par un système de radio-fréquence disposés à des points clés du parcours chaque char en fonction de leur position. Comme un film c'est la bande sonore qui rythme les "images".
Au début de chaque représentation, la Fée bleue (remplacée par la fée Clochette en 2010) défile avec une longue cape soutenue par des valets. Puis suivent Dingo dans une locomotive, Mickey et Minnie Mouse sur un tambour lumineux avec une inscription annonçant la fin du prologue et le début de ladite parade, "Disneyland presents MAIN STREET ELECTRICAL PARADE". Suivent dans un ordre parfois changeant selon les parcs et les années Pinocchio, le Prince Jean, Monstro, quelques escargots et tortues, puis Elliot le Dragon. Les parcs américains ajoutent en clôture un char dédié à l'Amérique.
La parade était si populaire que certaines ampoules certifiées comme ayant servi sur les chars furent vendues à des collectionneurs. Elle fut représentée une "dernière" fois à Disneyland en 1996 lors d'une cérémonie étalée sur une saison. La flotte fut envoyée ensuite en Floride et présentée sans le char de Pinnochio. L'ouverture en 2001 du parc Disney's California Adventure permit de faire revenir ce spectacle à succès en Californie. L'attraction fut rebaptisée Disney's Electrical Parade en raison de l'absence de Main Street, USA dans ce parc.

## La musique
Le thème principal de la Main Street Electrical Parade est Baroque Hoedown composée en 1967 par les artistes de musique électronique Jean-Jacques Perrey et Gershon Kingsley ayant participé à deux célèbres groupes musicaux : They Might Be Giants et Reel Big Fish. Ils conçurent la musique sur des Moogs. La version de la parade est un arrangement de Don Dorsey.
Jack Wagner était la voix d'origine synthétisée pour les annonces de début et de fin de la parade, ainsi que celle du Matterhorn Bobsleds. Il a été remplacé après sa mort par Don Dorsey comme il l'indique dans le documentaire From One Lightbulb to Another.
Au Japon, Walt Disney Records a édité un CD baptisé DJ Digs Main Street Electrical Parade qui contient plusieurs versions remixées du thème. Une version remixée, nommée Retro Future Remix, a été incluse dans les jeux Dance Dance Revolution Disney MIX édités par Konami principalement pour des consoles Nintendo.
Le thème principal a été repris dans le spectacle Light Magic à Disneyland.

### Les disques contenant la bande sonore
La bande sonore de la parade a été éditée de nombreuses fois sur CD en voici quelques-uns :
- Main Street Electrical Parade (1973 LP) (Disneyland Park, Disneyland Resort)
- Main Street Electrical Parade (1977 LP) (Magic Kingdom, Walt Disney World)
- The Official Album of Disneyland and Walt Disney World (1991 CD) medley des parades
- Fantasmic! Good Clashes with Evil (1992 CD) (Disneyland Park, Disneyland Resort)  contient les séquences Return To Oz et Disneyland's 25th Anniversary
- The Main Street Electrical Parade (1999 CD) (Magic Kingdom, Walt Disney World)
- Les Parades En Musique (2000 CD) (Disneyland Park, Disneyland Resort Paris)
- Disney's Electrical Parade (2001 CD) (Disney's California Adventure, Disneyland Resort) voix des personnages comprises
- Tokyo Disneyland Electrical Parade Dreamlights (2001 CD) (Tokyo Disneyland, Tokyo Disney Resort) comprend à la fois Tokyo Disneyland Electrical Parade Dreamlights et Tokyo Disneyland Electrical Parade
- Tokyo Disneyland Electrical Parade Dreamlights Show Mix Edition (2001 CD) (Tokyo Disneyland, Tokyo Disney Resort) comprend deux pistes, une avec la voix des personnages et l'autre sans
- A Musical History of Disneyland (2005) (Disneyland Park, Disneyland Resort)  voix des personnages comprises

## Les spectacles
La parade a été présentée le 14 juin 1997 à Times Square à l'occasion de la première mondiale du film Hercule à New York.
Durant les fêtes du bicentenaire des États-Unis en 1976, une parade temporaire nommée America on Parade fut présentée dans les parcs américaines à la place de la Main Street Electrical Parade,. En 1979, un char spécial de 35 nommé Honor America a été ajouté à la fin de la parade.

### Disneyland
L'attraction a eu sa première représentation en 1972 en Californie mais ses origines remontent à l'année précédente et viennent de Walt Disney World. L'attraction fut représentée pendant 24 ans avant d'être « mise au placard » en 1996 sous l'impulsion de Paul Pressler et remplacée par une version plus innovatrice à l'image des parcs Magic Kingdom et Tokyo Disneyland. La flotte de char fut réutilisée entre 1999 et 2001 au sein du Magic Kingdom dont la flotte avait été envoyée au parc Disneyland. Elle retourna en Californie mais cette fois-ci dans le parc Disney's California Adventure de 2001 à 2010, puis à nouveau en 2017 à l'occasion de son 45e anniversaire, et brièvement en 2019.
- Nom : Main Street Electrical Parade
- Représentations : 17 juin 1972 au 25 novembre 1996[2]
- Itinéraire : début à droite d'It's a Small World, entre Fantasyland et le Matterhorn Bobsleds, la place centrale puis Main Street, USA, et sortie sur la droite de Town Square (côté Opera House)
  - Longueur : 610 m
- Sponsors :
  - Energizer : 1972- 1985
  - General Electric : 1985-1996
  - Farewell Season : 1996
- Chars :
  - Blue Fairy
  - Casey Jr. Circus Engine
  - Wonderland
  - Big Ben
  - Cinderella's Ball
  - Dumbo's Circus
  - Pinocchio Underwater
  - Pinocchio at Pleasure Island
  - Peter Pan & Pirate Ship
  - Dwarf Mine
  - Sleeping Beauty Dragon [1972 - ?]
  - Pete's Dragon [? - 1996, remplace le Sleeping Beauty Dragon]
  - Return To Oz
  - Disneyland's 25th Anniversary
  - To Honor America
- Attractions suivantes :
  - Light Magic du 23 mai 1997 au 8 septembre 1997
  - Fantasmic! : ce n'est pas une parade mais un spectacle pyrotechnique sur les Rivers of America.
  - Disney Paint The Night Parade à partir du 22 mai 2015
- La parade électrique est revenue, certains mois seulement, en 2021, 2022 et 2023 à Disneyland (Anaheim), légèrement modifiée : le premier char locomotive avait en son cercle l’inscription : Disneyland 50 Years, et les derniers chars sont différents : le long drapeau américain lumineux est modifié et montre des princesses Disney des derniers films, dont les deux sœurs de la Reine Des Neiges, mais prenant toutes le style des poupées d’enfants de It’s A Small World ; le cortège est clôturé par un château lumineux qui rappelle la façade de cette attraction.

### Disney California Adventure
L'attraction est la version originale de la parade présentée à Disneyland et durant deux ans au Magic Kingdom. Elle est présentée toute l'année depuis juillet 2001 quand le parc ferme à 18h durant la basse saison. En 2010, la parade a été modifiée, mise à jour et utilise la musique de la version actuelle de Tokyo.
- Nom : Disney's Electrical Parade
- Représentations : 3 juillet 2001 au 18 avril 2010[1]
- Itinéraire : début à gauche d'Orange Stinger, entre Golden Dreams et le lac de Paradise Pier, entre Grizzly River Run et l'entrée de A Bug's Land, la Sunshine Plaza et sortie juste à côté de l'entrée de Hollywood Pictures Backlot
- Sponsor:
  - Sylvania (2006-2010)
- Chars :
  - The Blue Fairy / Tinkerbell's Journey (à partir de 2010)
  - Casey Jr. Circus Engine
  - Alice in Wonderland
  - Big Ben
  - Cinderella's Ball
  - Peter Pan/Pirate Ship
  - Dumbo's Circus
  - Snow White Dwarf Mine
  - Pete's Dragon
  - To Honor America

### Magic Kingdom
L'attraction débutée en 1977, fut arrêtée en 1991 avant le 20e anniversaire du Magic Kingdom. La flotte fut envoyée au parc de parc Disneyland. La flotte originale de Disneyland a été présentée de 1999 à 2001 sans le char de Pinocchio avant de repartir pour le Disney's California Adventure. Elle fut remplacée entre-temps par SpectroMagic. Le 13 février 2010, Disney annonce que la Disney's Electrical Parade du parc Disney's California Adventure sera arrêtée le 18 avril puis transférer au Magic Kingdom pour remplacer la SpectroMagic à partir du 6 juin 2010. Le 10 août 2016, Disney World annonce l'arrêt de la parade au Magic Kingdom le 9 octobre 2016 et son retour à Disneyland,.
- Nom : Main Street Electrical Parade
- Représentations :
  - 11 juin 1977 au 14 septembre 1991[2]
  - 28 mai 1999 au 1er avril 2001
  - depuis le 6 juin 2010[1] au 9 octobre 2016
- Itinéraire : début au pied de Splash Mountain, dans Frontierland le long des Rivers of America, traversée de l'entrée de Liberty Square, la place centrale puis Main Street USA, et sortie sur la gauche de Town Square (côté City Hall)
- Chars :
  - Blue Fairy
  - Casey Jr. Circus Engine
  - Alice in Wonderland
  - Big Ben
  - Cinderella's Ball
  - Peter Pan/Pirate Ship
  - Dumbo's Circus
  - Snow White Dwarf Mine
  - Pete's Dragon
  - To Honor America
- Attractions suivantes :
  - SpectroMagic[2]
    - 1er octobre 1991 au 21 mai 1999
    - 2 avril 2001 au 5 juin 2010

### Tokyo Disneyland
La parade débuta deux ans après l'ouverture du parc et fut remplacée en 1995, à l'image du Magic Kingdom par une version plus innovante, nommée Fantillusion elle-même remplacée en 2001 par version, a contrario plus proche des origines, baptisée Tokyo Disneyland Electrical Parade: DreamLights.
- Nom : Tokyo Disneyland Electrical Parade
- Représentations : 9 mars 1985[10] au 21 juin 1995[2]
- Itinéraire : début dans Mickey's Toowntown, passe entre Fantasyland et Tomorrowland, fait le tour de place centrale, repart vers Westernland, rentre dans Fantysaland par l'entrée est, sortie entre Haunted Mansion et le restaurant Queen of Hearts Banquet Hall.
- Attractions suivantes :
  - Fantillusion[2]
    - 21 juillet 1995 au 15 mai 2001
    - Sponsor: Nihon Unisys, Ltd.

  - Tokyo Disneyland Electrical Parade: DreamLights
    - 1er juin 2001 à aujourd'hui
    - Sponsor: Nihon Unisys, Ltd.

### Disneyland Paris
La flotte du parc est celle du Magic Kingdom, arrêtée quelques mois plus tôt. La parade a pris fin en 2003 pour être remplacée par la parade Fantillusion importée de Tokyo Disneyland.
- Nom : Main Street Electrical Parade
- Représentations : 12 avril 1992 (avec le parc)[2] au 23 mars 2003
- Itinéraire : début à droite d'It's a Small World, longe la section italienne de Fantasyland, entre sur la place centrale puis Main Street, USA, et sortie sur la droite de Town Square (côté Opera House)
- Sponsor : Philips (1992 - 2002)
- Parade suivante :
  - Fantillusion : 5 juillet 2003 au 31 octobre 2012
- A Disneyland Paris, à partir du 8 janvier 2024, le spectacle nocturne Disney Electrical Sky Parade, présente des drones volants lumineux qui dessinent des chars de la Parade Électrique, dans le ciel au dessus du chateau.

### Hong Kong Disneyland
Le parc possède une parade électrique nommé la Disney Paint the Night Parade que depuis le 1er octobre 2014. Elle fortement inspiré de la Main Street Electrical Parade de par sa musique. Disneyland Resort California la copia depuis le 22 mai 2015 à l'occasion de son 60e anniversaire.